# Achyrolimonia alcestis
Achyrolimonia alcestis là một loài ruồi trong họ Limoniidae. Chúng phân bố ở miền Australasia.